# Грейси, Ройс
Ройс Грейси (порт. Royce Gracie [ˈʁɔjsi ˈɡɾejsi]; род. 12 декабря 1966) — бразильский боец смешанных боевых искусств, мастер бразильского джиу-джитсу, входит в Зал славы UFC. Пионер в области спорта смешанных единоборств, считается одной из наиболее влиятельных фигур в истории ММА.
Он является членом семьи Грейси по джиу-джитсу. Является первым и единственным трехкратным победителем турниров UFC 1, UFC 2 и UFC 4. Также участвовал в PRIDE, K-1 и Bellator.
Грейси получил известность за свои победы в первых турнирах UFC. Обрел известность благодаря победам с помощью борцовских техник в партере над гораздо более крупными противниками . В 1993 и 1994 годах победил на турнирах UFC 1, UFC 2, UFC 4. Грейси популяризировал бразильское джиу-джитсу. Его достижения в смешанных единоборствах способствовали изменениям в подготовке бойцов смешанного стиля, в результате чего бойцы стали гораздо больше внимания уделять изучению борьбы в партере.

## Статистика в смешанных единоборствах
| Боёв 20  | Побед 15 | Поражений 2 |
| -------- | -------- | ----------- |
| Нокаутом | 2        | 2           |
| Сдачей   | 11       | 0           |
| Решением | 2        | 0           |
| Ничьи    | 3        | 3           |

| Результат | Рекорд | Соперник        | Способ                          | Турнир                              | Дата            | Раунд | Время | Место                           | Примечание |
| --------- | ------ | --------------- | ------------------------------- | ----------------------------------- | --------------- | ----- | ----- | ------------------------------- | --- |
| Победа    | 15–2–3 | Кен Шемрок      | TKO (колено и удары руками)     | Bellator 149                        | 19 февраля 2016 | 1     | 2:22  | Хьюстон, Техас, США             | Бой в полутяжелом весе |
| Победа    | 14–2–3 | Казуши Сакураба | Единогласное решение            | Dynamite!! USA                      | 2 июня 2007     | 3     | 5:00  | Лос-Анджелес, Калифорния, США   | Бой в промежуточном весе (188 фунтов). После матча Грейси сдал положительный тест на анаболические стероиды. Но решение судей не было отменено |
| Поражение | 13–2–3 | Мэтт Хьюз       | TKO (удары)                     | UFC 60                              | 27 мая 2006     | 1     | 4:39  | Лос-Анджелес, Калифорния, США   | Бой в промежуточном весе |
| Ничья     | 13–1–3 | Хидео Токоро    | Ничья                           | K-1 PREMIUM 2005 Dynamite!!         | 31 декабря 2005 | 2     | 10:00 | Осака, Япония                   | Правила изменены в связи с отсутствием решения судей                                                                                           |
| Победа    | 13–1–2 | Акебоно Таро    | Сдача (омоплата)                | K-1 PREMIUM 2004 Dynamite!!         | 31 декабря 2004 | 1     | 2:13  | Осака, Япония                   | |
| Ничья     | 12–1–2 | Хидехико Ёсида  | Ничья (лимит по времени)        | PRIDE Shockwave 2003                | 31 декабря 2003 | 2     | 10:00 | Сайтама, Япония                 | Правила изменены таким образом, чтобы не было остановок рефери и решений судей                                                                 |
| Поражение | 12–1–1 | Казуши Сакураба | TKO (остановка углом)           | PRIDE Grand Prix 2000 Finals        | 1 мая 2000      | 6     | 15:00 | Токио, Япония                   | Четвертьфинал Гран-при PRIDE в открытом весе 2000 года; правила изменены с целью ограничения количества раундов и отсутствия остановок рефери  |
| Победа    | 12–0–1 | Нобухико Такада | Единогласное решение            | PRIDE Grand Prix 2000 Opening Round | 30 января 2000  | 1     | 15:00 | Токио, Япония                   | |
| Ничья     | 11–0–1 | Кен Шемрок      | Ничья (лимит по времени)        | UFC 5                               | 7 апреля 1995   | 1     | 36:00 | Шарлотт, Северная Каролина, США | Бой за первый титула чемпиона UFC Superfight. Матч был объявлен ничьей из-за отсутствия судей. Самый продолжительный бой в истории UFC         |
| Победа    | 11–0   | Дэн Северн      | Сдача (треугольник)             | UFC 4                               | 16 декабря 1994 | 1     | 15:49 | Талса, Оклахома, США            | Выиграл турнир. Стал первым и единственным трехкратным победителем турнира UFC                                                                 |
| Победа    | 10–0   | Кит Хакни       | Сдача (армбар)                  | UFC 4                               | 16 декабря 1994 | 1     | 5:32  | Талса, Оклахома, США            | Полуфинал турнира |
| Победа    | 9–0    | Рон ван Клиф    | Сдача (удушение сзади)          | UFC 4                               | 16 декабря 1994 | 1     | 3:59  | Талса, Оклахома, США            | Четвертьфинал турнира |
| Победа    | 8–0    | Кимо Леопольдо  | Сдача (армбар)                  | UFC 3                               | 9 сентября 1994 | 1     | 4:40  | Шарлотт, Северная Каролина, США | Четвертьфинал турнира. После этого Грейси снялся с турнира.                                                                                    |
| Победа    | 7–0    | Патрик Смит     | TKO (удары)                     | UFC 2                               | 11 марта 1994   | 1     | 1:17  | Денвер, Колорадо, США           | Выиграл финал турнира |
| Победа    | 6–0    | Ремко Пардоэль  | Сдача (ущемление грудной части) | UFC 2                               | 11 марта 1994   | 1     | 1:31  | Денвер, Колорадо, США           | Полуфинал турнира |
| Победа    | 5–0    | Джейсон ДеЛюсия | Сдача (армбар)                  | UFC 2                               | 11 марта 1994   | 1     | 1:07  | Денвер, Колорадо, США           | Четвертьфинал турнира |
| Победа    | 4–0    | Миноки Итихара  | Сдача (ущемление грудной части) | UFC 2                               | 11 марта 1994   | 1     | 5:08  | Денвер, Колорадо, США           | Открытый раунд турнира |
| Победа    | 3–0    | Жерар Гордо     | Сдача (удушение сзади)          | UFC 1                               | 12 ноября 1993  | 1     | 1:44  | Денвер, Колорадо, США           | Выиграл финал турнира |
| Победа    | 2–0    | Кен Шемрок      | Сдача (удушение сзади)          | UFC 1                               | 12 ноября 1993  | 1     | 0:57  | Денвер, Колорадо, США           | Полуфинал турнира |
| Победа    | 1–0    | Арт Джиммерсон  | Сдача (удушение)                | UFC 1                               | 12 ноября 1993  | 1     | 2:18  | Денвер, Колорадо, США           | Четвертьфинал турнира |

## Детство и юношество
Ройс Грейси был одним из 9 детей в семье Грейси, Элио — одного из основателей стиля бразильского джиу-джитсу. Он родился и провел своё детство в Рио-де-Жанейро, Бразилия. Ройс начал тренироваться в возрасте 8 лет у своего отца и старших братьев — Рориона, Релсона и Риксона. К 16 годам он имел синий пояс по бразильскому джиу-джитсу, а к 18 — чёрный.
В возрасте 17 лет Ройс переезжает к своему брату Рориону в США, несмотря на незнание английского языка, и помогает ему в тренировках. Он выступает в нескольких соревнованиях по джиу-джитсу и получает рекордный любительский рейтинг 51 — 3.

## Карьера в смешанных единоборствах

### The Ultimate Fighting Championship
Идея создать чемпионат по боям без правил пришла в голову Рориону Грейси и Арту Дейви в 1993 году. Это был турнир, в котором соревновались 8 бойцов, с минимальным количеством правил и наградой в $50 000 за победу. Изначально турнир был создан с целью посмотреть как разные виды боевых искусств будут противопоставляться друг другу. Арт Дейви разместил объявления во всех изданиях, связанных с боевыми искусствами и разослал приглашения всем бойцам, которых только мог найти, чтобы привлечь внимание к чемпионату. Среди тех, кто принимал участие в первом чемпионате были Патрик Смит (кикбоксер), Кен Шемрок (рестлер и боец японского промоутера смешанных единоборств — Pancrase), Жерар Гордо (чемпион мира по савату).
Арт Дейви считал, что от бразильского джиу-джитсу должен выступать Риксон Грейси, старший брат Ройса, более опытный и крепко сложенный боец. Однако Рорион Грейси выбрал для выступления именно худощавого Ройса. Его идея была следующей: Практически все участники чемпионата были супертяжёловесами, каждый массой свыше 100 кг, в то время как Ройс был полутяжеловесом и уступал им во всех антропометрических параметрах: росте, весе, размахе рук, объёме мышечной массы и других аспектах, считающихся решающими в традиционных спортивных единоборствах, и выглядел откровенно маленьким рядом со 190-килограммовым сумоистом Тули или саватёром Гордо, рост которого 196 см. По мнению Рориона, просмотр поединков супертяжеловесов друг с другом порождал у зрителей одну мысль: «Хорошо, что меня нет на ринге!», в то время как победы «давида над голиафами» в его представлении должны были вселить в головы рядовых зрителей мысль «И я так смогу!», и таким образом популяризировать их семейное боевое искусство среди широкой зрительской аудитории, чем привлечь в академию джиу-джитсу в Торрансе новых учащихся.
В первом матче против молодого боксера Арта Джиммерсона, Ройс повалил его на землю, затем закрутил левую руку Арта вокруг его собственной шеи. Боксеру пришлось признать себя побежденным.
В полуфинале Грейси выступал против Кена Шемрока, который в первом раунде победил Патрика Смита. В начале поединка Ройс бросился на Шемрока, который воспользовался этим и повалил его на землю. Он собирался повторить свою победу над Смитом и схватил Ройса за лодыжку. Однако Ройс смог перевернуть его и начал душить сзади, чем заставил Шемрока признать поражение. Впоследствии Шемрок утверждал, что Грейси использовал пояс от кимоно для проведения приема удушения, в то время как самому Шемроку запретили выступать в его обуви для рестлинга, мотивируя это тем, что эта обувь может быть использована в качестве оружия. Таким образом, он сделал вывод, что правила турнира были разработаны таким образом, чтобы Грейси победил. Ройс в ответ на это сказал, что он не применял пояс от кимоно для удушения, так как в этом не было необходимости.
В финале Ройс Грейси выступал против Жерара Гордо и победил его, повалив на землю, а затем применив прием удушения.
В следующем году Ройс продолжил выступление в чемпионате. Среди поверженных им противников были Патрик Смит, Ремко Пардоел и Кимо Леопольдо. В то время ещё не было ограничения по времени на поединках.
Такое ограничение появилось в 1995 году и первым противником Грейси после этого стал Кен Шемрок, который продержался до ничьей. Ничья вызвала много споров о том, кто бы выиграл бой, если бы исход боя определяли судьи или если бы не было ограничения по времени, так как к концу поединка правый глаз Ройса распух и был полностью закрыт, что явилось следствием пропущенного удара. В связи со столь внезапной сменой правил, семья Грейси приняла решение больше в UFC не выступать.
В 2003 году в честь 10-летней годовщины создания чемпионата Кен Шемрок и Ройс Грейси были включены в Зал Славы.

### Чемпионаты PRIDE
Первый бой Ройс провел с Казуси Сакураба. Он длился 90 минут. Сначала Сакураба уверенно шёл к победе, однако Грейси применил прием удушения и получил превосходство. Дальнейший ход боя показал, что правило неограниченного времени, на котором Ройс настаивал, сыграло против него — Сакураба, будучи в лучшей форме, на протяжении поединка постоянно держал Грейси под контролем. Его навыки рестлера нивелировали умение Ройса быстро побеждать за счет опрокидывания противника на землю. Кимоно, в котором выступал Грейси, только помогал Казуши, когда дело доходило до падения на землю. Кроме того, Сакураба контролировал эти падения и они становились все более редкими. После 90 минут боя, в течение которых Сакураба активно применял удары ногами по ногам, брат Ройса Грейси бросил полотенце. Ройс к тому моменту не мог стоять на ногах, его бедро было сломано постоянными ударами. В течение следующих лет Сакураба неоднократно выступал против других членов семьи Грейси, за что получил прозвище «Охотник на Грейси».
Ройс вернулся в PRIDE в 2002 году для боя с чемпионом по дзюдо Хидехико Йосида в матче дзюдо vs джиу-джитсу, который проводился с ограниченными правилами как матч по смешанным единоборствам. Грейси проиграл матч решением судьи, который остановил бой после того как Йосида применил затяжной удушающий прием. Несмотря на это, Ройс практически сразу вскочил на ноги, утверждая, что сознание не терял. Позднее семья Грейси потребовала, чтобы бой признали незавершенным и без победителя, а также чтобы был назначен матч-реванш с другими правилами. В противном случае они отказывались когда-либо выступать на чемпионатах PRIDE. Дорожившие этой семьей организаторы пошли на уступки и провели матч. После этого случая Ройс последовал совету своего брата Риксона выступать без кимоно, чтобы противник не мог снижать скорость Ройса, удерживая за него. Реванш состоялся 31 декабря 2003 года по более стандартным для смешанных единоборств правилам. На этом матче судье было запрещено принимать решение и он закончился вничью после двух 10-минутных раундов.
В сентябре 2004 года PRIDE не смогла достичь соглашения с Ройсом Грейси по поводу его выступления в 2005 году на Гран-при в среднем весе. У Грейси возникли проблемы с предложенными оппонентами и правилами (Гран-при не мог закончиться вничью). Он перешёл к организатору боев K-1. PRIDE предъявила иск по поводу нарушения условий контракта. В декабре 2005 года инцидент был исчерпан публичными извинениями Ройса Грейси, который сослался на то, что его менеджер неверно истолковал контракт.

### Выступление в К-1
31 декабря 2004 года Ройс Грейси впервые выступил на сцене К-1. Противник был бывшим борцом сумо и новичком в смешанных единоборствах Акэбоно Таро (по рождению Чад Роуэн), бой состоялся на стадионе в Осаке, Япония. По правилам если за два 10-минутных раунда никто не побеждал, присуждалась ничья. Однако Грейси завершил бой за 2 минуты 13 секунд победой. Судьей в матче был известный судья смешанных единоборств Джон МакКарти.
Ровно через год, 31 декабря 2005 года, Ройс Грейси выступил против Хидео Токоро, бой закончился вничью.

### Возвращение в UFC
16 января 2006 года Президент UFC Дана Уайт объявил о возвращении Ройса Грейси в чемпионат. Его первым выступлением должен был стать бой, назначенный на 27 мая 2006 года, против Мэтта Хьюза, чемпиона во втором полусреднем весе. В качестве подготовки к бою Грейси практиковался в муай-тай. В первом раунде Хьюз применил против Ройса рычаг локтя и впоследствии говорил, что ему казалось — Ройс скорее готов дать сломать себе руку, чем согласиться с тем, что он проиграл. Бой закончился через 4 минуты 39 секунд техническим нокаутом в пользу Хьюза. После боя Грейси требовал реванша и утверждал, что Мэтт все спланировал заранее.

### Реванш с Сакураба
В мае 2007 года было объявлено, что 2 июня состоится бой в рамках К-1 в Лос-Анджелесе, штат Калифорния, США, между Ройсом Грейси и Казуши Сакураба. Этот бой завершился победой Ройса довольно спорным решением судей. Впоследствии были обнародованы результаты допинг-теста Ройса, сделанного после боя. Тест показал наличие большого количества стероидов в крови.

### Стероиды
14 июня 2007 года было объявлено, что в крови Ройса Грейси после боя с Казуши Сакураба был обнаружен нандролон. В среднем в крови человека содержится 2 нг/мл тестостерона, в крови спортсменов во время тренировок его уровень может достигать 6 нг/мл. В крови Ройса было обнаружено 50 нг/мл. Грейси был оштрафован на $2,5 тысячи долларов (максимально возможный штраф) и действие его лицензии было приостановлено (заканчивалась она 30 мая 2008). Этот случай привел к началу обсуждений о включении в правила запрета на допинг.
Ройс Грейси решил оспорить обвинения во время онлайн-видеоинтервью в мае 2009 года, заявив, что его вес на первом мероприятии UFC составлял 178 фунтов, и заявив, что его вес во время боя с Сакурабой был 180 фунтов, таким образом, он набрал всего 2 фунта. Это широко оспаривалось экспертами. По данным ESPN , «В предыдущем состязании он весил 175 фунтов; для Сакурабы он был 188. Возможно, не нужно быть диетологом, чтобы заметить, что набор мышечной массы на 13 фунтов за один год в возрасте 40 лет является поразительно достигнутым подвигом. Спортсмены, приближающиеся к полувековой отметке, часто рады поддерживать функциональную массу, не говоря уже о том, чтобы наращивать ее».

### Возвращение
11 марта 2011 года профиль Ройса Грейси был добавлен обратно в список активных бойцов ufc.com в качестве бойца среднего веса. Его менеджер заявил, что они ведут активные переговоры с UFC о возвращении в Октагон, и сказал, что это просто вопрос «закрепить это», и что для этого есть много времени. 15 ноября 2013 года на UFC 167 в 20-ю годовщину UFC Ройс Грейси подтвердил журналисту ММА Ариэлю Хельвани, что он ушел из смешанных боевых искусств.
На Bellator 145 было объявлено, что Грейси вернется из отставки, чтобы встретиться с соперником Кеном Шемроком в третьем бою, который состоится 19 февраля 2016 года на Bellator 149. Грейси выиграл бой техническим нокаутом в первом раунде. Однако победа не обошлась без споров, поскольку повторы показали, что Грейси нанес удар коленом, который задел пах Шемрока перед финишем. Шемрок протестовал против остановки, однако бой был официально признан победным для Грейси. Позже было объявлено, что Шемрок провалил свой предматчевый тест на запрещенные вещества.

## Чемпионаты и достижения

### Смешанные единоборства
- Ultimate Fighting Championship
  - UFC 1 Победитель турнира
  - UFC 2 Победитель турнира
  - UFC 4 Победитель турнира
  - UFC 3 Полуфиналист турнира
  - Приз зрительских симпатий UFC[9]
  - UFC Зал славы (Первое имя в этом списке)
  - Первый победитель турнира UFC
  - Наибольшее количество выигранных турниров в истории UFC (Три)
  - Наибольшее количество побед подчинением противника в истории UFC (Одиннадцать)
  - Второй результат по количеству последовательных побед в истории UFC (Одиннадцать)
  - Наибольшее число побед в одну ночь (Четыре)
  - Участник самого длительного боя в истории UFC (UFC 5) — 36 минут
- Pride Fighting Championships
  - Участник самого длительного боя в истории Pride (Финал Гран-при PRIDE 2000) — 90 минут
- Fight Matrix
  - Боец года 1993[10]
- Black Belt Magazine
  - Боец года 1994
- Wrestling Observer Newsletter
  - Бой года (2000) против Казуши Сакураба 1 мая

## Личная жизнь
Ройс Грейси и его жена Марианна имеют 3 сыновей — Хонри, Хорна и Хейдона и дочь Харианну.
Он снялся в главной роли клипа на песню «Attitude» бразильской группы «Sepultura».
Снялся в фильме The Scorpion King: The Lost Throne / Царь скорпионов 4: Утерянный трон